# Jean-Claude Duvalier
Jean-Claude Duvalier, anomenat Bébé Doc o Baby Doc (Port-au-Prince, 3 de juliol de 1951 - Port-au-Prince, 4 d'octubre de 2014), fou un polític haitià. Fou president d'Haití des de la mort del seu pare el 1971 fins al seu un derrocament el 1986, i fou així el Cap d'Estat més jove de la història moderna, ja que arribà al poder amb només 19 anys.

## Biografia
Fill de Simone Duvalier i el dictador François Duvalier (Papa Doc), d'acord amb la constitució de 1964 va accedir a la presidència vitalícia després de la mort del seu pare el 1971. Aquell mateix any va crear el cos dels Lleopards per tal de contrarestar el poder autònom de la força policial del règim del seu predecessor, els Tonton Macoutes, però amb la mateixa missió de mantenir el terror entre la població.
El seu govern es va caracteritzar per les lluites internes entre membres de la seva família i la influència de la seva mare, juntament amb la prostració de l'economia haitiana, la galopant corrupció i la brutal repressió cap a qualsevol tipus de dissidència.
El 1980 es va casar amb Michèle Bennett, una mulata pertanyent a l'elit haitiana, que tingué una influència negativa en el seu govern, coneguda per les seves grans despeses en joies i vestits. El casament de Duvalier i Bennett va costar uns 5 milions de dòlars.
Tot i això, el país va viure una certa estabilitat i desenvolupament econòmic durant el govern de duvalier. Els carrers es mantenien nets, la seguretat estava garantida, els serveis d'enllumenat elèctric no patien talls, l'atur era baix i existia el servei d'aigua potable. Sota el patrocini de la seva esposa Michèle es van construir alguns hospitals i escoles. Però també es rumorejava que els familiars de la primera dama constituïen una de les famílies més corruptes del país. La seva esposa Michèle era coneguda per la seva obsessió de comprar de manera compulsiva joies, abrics i vestits a càrrec de les reserves de l'Estat.
Una insurrecció va acabar amb el seu govern el 7 de febrer de 1986, arran de la retirada del suport militar i econòmic dels Estats Units i del cop militar del cap de l'exèrcit, Henri Namphy.
Després del seu derrocament, Duvalier i la seva família es van exiliar a França, país que els concedí l'asil. Inicialment, Duvalier va llogar una vil·la a Mougins, on la seva muller va continuar amb el seu extravagant estil de vida, comprant cotxes luxosos i assistint a festes de l'alta societat francesa. L'esposa de Duvalier era molt coneguda en les botigues més exclusives del país. Per exemple, feia compres de 270.200 dòlars a la joieria Boucheron, 9.752 dòlars a Hermès, 68.500 dòlars per un rellotge o 13.000 dòlars per allotjar-se una setmana a un hotel de París.
El 1990, Duvalier i Michèle Bennett es van divorciar a la República Dominicana. La major part de la fortuna de Duvalier la va deixar a Bennet després del divorci. Aquell mateix any va conèixer Veronique Roy, que fou la parella de Duvalier fons a la seva mort. Roy és neta de Paul Eugène Magloire.
El 2005 Duvalier va anunciar la seva intenció de tornar a Haití per tal de postular-se a les eleccions presidencials de 2006, pel Partit de la Unitat Nacional, però no va poder inscriure's en el col·legi electoral. El 2007, en un missatge enregistrat va donar un discurs en francès on demanà públicament perdó al poble haitià per les atrocitats comeses per la seva dictadura, però en general fou desestimat per la major part de les personalitats haitianes, inclòs el president de la República, René Préval.
El 16 de gener de 2011 va tornar per sorpresa a Haití juntament amb la seva esposa, Veronique Roy, en la que era la primera vegada en 25 anys que visitava el seu país. Fou rebut a l'aeroport per milers de persones que encara li eren lleials. També es va dir que viatjava amb passaport haitià diplomàtic. Després d'allotjar-se breument en un hotel de Port-au-Prince, les autoritats haitianes van conduir "Baby Doc" al Palau de Justícia per tal de ser interrogat. Després d'unes hores, va tornar a l'hotel on estava allotjat.
El 4 d'octubre de 2014 es va anunciar que Jean-Claude Duvalier va morir per un atac de cor.